# Transportes Urbanos de Vitoria

Trajectes de TUVISA en 2022

Trajecte nocturn de TUVISA EN 2022

Transportes Urbanos de Vitoria (TUVISA, Societat Anònima) és la companyia paramunicipal encarregada del transport urbà a la capital d'Àlaba. Actualment ha ampliat la seva flota d'autobusos a 79. El parc d'autobusos de TUVISA està compost en la seva majoria per vehicles de les marques Mercedes-Benz, Man i són de color gris.

## Remodelació del servei
Dins del Pla de Mobilitat Sostenible i Espai Públic elaborat per l'Ajuntament de la ciutat, el dia 30 d'octubre de 2009 es van engegar les noves línies d'autobusos juntament amb 2 línies especials. A l'octubre de 2010 es van realitzar alguns canvis en les línies. Al setembre de 2012, aprofitant l'entrada en servei del tramvia a Abetxuku es van introduir algunes reformes en les línies de Salburua.

## Línies

### Diürnes
- Línia 1 - Circular
- Línia 2A - Periférica
- Línia 2B - Periférica
- Línia 3 - Betoño-Zumaquera
- Línia 4 - Lakua-Mariturri
- Línia 5 - Salburua-Sansomendi
- Línia 6 - Zabalgana-Arkayate
- Línia 7 - Sansomendi-Salburua
- Línia 8 - Unibertsitatea
- Línia 9 - Gamarra-Zumaquera
- Línia 10 - Aldaia-Larrein
- Línia especial - Cementerio de El Salvador
- Línia especial - Buesa Arena

La Línia 5 compta amb dos extensions i una llançadora: 
- Extensió 5a Salburua-Asteguieta
- Extensió 5b Salburua-Jundiz
- Extensió 5c Júndiz ITV

### Nocturnes
- Línia 1 - Lakua-Abetxuko
- Línia 2 - Adurtza-Salburua
- Línia 3 - Armentia-Zabalgana
- Línia 4 - Sansomendi-Lakua
- Línia 6 - Salburua-Aranbizkarra

Aquestes línies funcionen durant tota la nit els divendres, els dissabtes i les vespres de festius.

## Tarifes

### Un dia
| Tarifa                                       | Diürn  | Nocturn | Anada i tornada Cementiri i Baskonia |
| -------------------------------------------- | ------ | ------- | ------------------------------------ |
| Bitllet senzill                              | 1,10 € | 1,80 €  | 1,40 €                               |
| Monedero PASE i BAT                          | 0,54 € | 1,35 €  |                                      |
| Bitllet senzill Famílies nombroses           | 0,80 € | 1,35 €  | 1,00 €                               |
| Bitllet senzill Famílies nombroses especials | 0,50 € | 0,85 €  | 0,65 €                               |
| BAT Berezi                                   | 0,11 € | 1,35 €  |                                      |
| BAT Famílies nombroses                       | 0,42 € | 1,04 €  |                                      |
| BAT Famílies nombroses especials             | 0,26 € | 0,65 €  |                                      |

### Mensual
| Tarifa                           | Preu mensual |
| -------------------------------- | ------------ |
| 30D                              | 29,00 €      |
| 30D Famílies nombroses           | 23,20 €      |
| 30D Famílies nombroses especials | 14,50 €      |

### Targetes per al transport
- BAT General: Targeta multipersonal i transferible entre diferents persones. Vàlida com a targeta moneder, cada viatge descompta la tarifa en vigor.

- BAT Personalitzada: Personal i intransferible. Vàlida com a targeta moneder, cada viatge descompta la tarifa en vigor.

- BAT Berezi: Targeta per a persones majors de 65 anys. Targeta per a persones amb discapacitat física o psíquica. Personal i intransferible.

- Títol 30D: Permet viatges il·limitats durant un mes a partir del moment d'adquisició, excepte en el gautxori i serveis especials.

- Targeta PASSI-Moneder: Permet l'abonament dels transports a Vitòria-Gasteiz en els terminals de validació de cada mitjà de transport, igual que la targeta BAT.

- Anada i tornada (Baskonia i Cementiri): Únicament vàlid per la Línia especial Cementiri El Salvador i la Línia Especial Buesa Arena quan es paga en efectiu i es va a realitzar l'anada i la volta en el mateix dia.

### Transbord

#### Entre autobusos
- L'import dels bitllets quan es realitza el transbord només es veurà reduït en usar les targetes BAT i les targetes moneder vàlides per al transport urbà a Vitòria-Gasteiz.

- Tot viatger o viatgera, per veure's beneficiada de la reducció del seu import en el transbord, haurà de realitzar-ho en un termini de 50 minuts, des que es realitza la primera validació fins que arriba a la seva destinació.

- L'usuari/a sempre haurà de cancel·lar la seva targeta independentment que el cost del transbord sigui 0 euros, els qui no validin la seva targeta podran ser multats/as.

- El primer transbord és gratuït.

- Les persones majors de 65 anys i les persones amb una discapacitat superior al 65% abonaran 0,11 independentment que el pagament s'efectuï amb la targeta Bat berezi (majors de 65 anys) o amb la targeta moneder.

#### Entre autobús i tramvia
- L'import dels bitllets quan es realitza el transbord només es veurà reduït en usar les targetes BAT i les targetes moneder vàlides per al transport urbà a Vitòria-Gasteiz.

- Tot viatger o viatgera, per veure's beneficiada de la reducció del seu import en el transbord, haurà de realitzar-lo en un termini de 50 minuts, des que es realitza la primera validació fins que arriba a la seva destinació.

- L'usuari/a sempre haurà de cancel·lar la seva targeta independentment que la despesa del transbord sigui 0 euros, qui no validi la seva targeta podrà ser multats/as.

- El preu del transbord serà equivalent a la diferència resultant entre el 55% de la suma dels dos trajectes, menys la quantitat abonada en la primera cancel·lació.